# Tenabo (község)
Tenabo község Mexikó Campeche államának északi részén. 2010-ben lakossága kb. 9700 fő volt, ebből mintegy 7500-an laktak a községközpontban, Tenabóban, a többi 2200 lakos a község területén található 20 kisebb településen élt.

## Fekvése
A Campeche állam északi részén fekvő község teljes területe síkság vagy kis magasságkülönbségekkel rendelkező dombvidék, a tengerszint fölötti 100 méteres magasságot csak nagyon kis részén haladják meg a domborulatok (főként keleti területein). Bár a csapadék nem kevés (1000–1100 mm évente), folyói a karsztos felszín miatt nincsenek. A terület 13%-át hasznosítják mezőgazdaságilag, kb. 5-6%-ot rétek, legelők foglalnak el, a legnagyobb rész azonban vadon, valamint 8%-ot tesznek ki a mangroveerdők is.

## Élővilág
A község területét nagyrészt erdők borítják, melyek jellemző fajai a pich, a tzalam (Lysiloma latisiliquum), az amapola, a kaniste, a jabín (Piscidia piscipula), a checán, a yaaxnik és a jobillo (Astronium graveolens). Partvidékein kiterjedt mangroveerdők terülnek el.
Állatai közül említésre méltók az övesállatok, a pettyes paka, a fehérajkú pekari, az éjimajomfélék, galambok, karvalyok, baglyok, teknősök, kígyók, és leguánok.

## Népesség
A község lakóinak száma a közelmúltban igen gyorsan növekedett, a változásokat szemlélteti az alábbi táblázat:
| Év   | Lakosság |
| ---- | -------- |
| 1990 | 6568     |
| 1995 | 7630     |
| 2000 | 8400     |
| 2005 | 9050     |
| 2010 | 9736     |

## Települései
A községben 2010-ben 21 lakott helyet tartottak nyilván, de egy részük igen kicsi: 9 településen 10-nél is kevesebben éltek. A jelentősebb helységek:
| Település                          | Lakosság (2010) |
| ---------------------------------- | --------------- |
| Tenabo (községközpont)             | 7543            |
| Tinún                              | 998             |
| Emiliano Zapata                    | 419             |
| Kankí                              | 202             |
| Santa Rosa                         | 181             |
| Xkuncheil                          | 95              |
| Campo Menonita Chaví Número Cinco  | 80              |
| Campo Menonita Chaví Número Tres   | 62              |
| Campo Menonita Chaví Número Cuatro | 59              |
| Campo Menonita Chaví Número Seis   | 45              |